# Elatostema paucicystatum
Elatostema paucicystatum är en nässelväxtart som beskrevs av H. Schröter. Elatostema paucicystatum ingår i släktet Elatostema och familjen nässelväxter. Inga underarter finns listade i Catalogue of Life.